# Franciszek Czapek
Franciszek Czapek, (Frantisek Capek, Francois Czapek), ur. 2 kwietnia 1811 w Semonicach, obecnie część Jaroměřa (Czechy) – zegarmistrz.

## Życiorys
Był synem Jana i Katarzyny Czapek Walaszek. Zegarmistrz, ewangelik reformowany, uczestnik Powstania Listopadowego – walczył w Gwardii Narodowej w Warszawie, emigrant. Wspólnik Antoniego Norberta Patka, prowadził także firmę zegarkową Czapek & Cie, autor książki o zegarmistrzostwie. 1 lipca 1832 roku przybył do Genewy. Wkrótce potem założył firmę Czapek & Moreau. 22 października 1836 roku w Versoix, ożenił się z Marie Gevril de Carouge, córką zegarmistrza Jonas Pierre François Gevril de Carouge (1777–1854).

### Czapek & Moreau
W 1832 roku, po przybyciu do Genewy, Franciszek Czapek wraz z zegarmistrzem  Morou zakłada swoją pierwszą spółkę pod nazwą Czapek & Moreau

### Patek, Czapek & Co. (1839-1845)
1 maja 1839 roku wraz z Antonim Patkiem stworzył spółkę Patek, Czapek & Co. Zajmowała się oprawianiem skupowanych wcześniej gotowych mechanizmów w ozdobne koperty. Już w lipcu 1840 roku firma zatrudniała pół tuzina robotników. Większość pracujących była Polakami: Lilpop z Warszawy, Henryk Majewski ze Lwowa, Siedlecki i Friedlein z Krakowa. Rocznie firma produkowała ponad 200 zegarków. W dniu 18 kwietnia 1845 firma Patek, Czapek & Cie została zlikwidowana. Jego były współpracownik założył firmę Patek & Co, która później przekształciła się w znaną na całym świecie firmę Patek Philippe.

### Czapek & Cie (1845~1869)

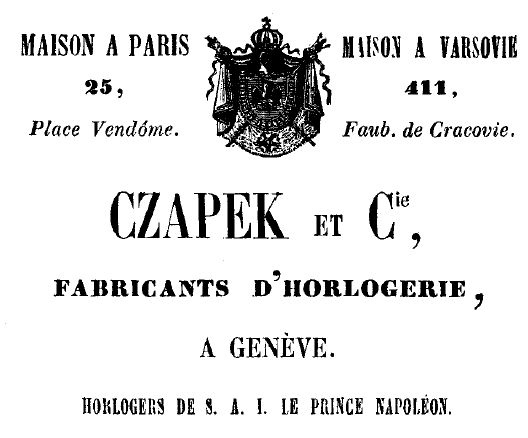
Reklama Czapek & Cie (1850)

Franciszek Czapek założył własną firmę w 1845 roku pod nazwą Czapek & Cie. Wszedł we współpracę z Juliuszem Gruzewskim (1808–1865), bohaterem powstania listopadowego i głównym dostawcą broni dla powstańców. W 1854 roku Czapek miał firmę w Warszawie, a 1856 roku założył spółkę zależną na ulicy Vendôme w Paryżu. Francuski cesarz  Napoleon III (1852–70) pomógł firmie stać się dostawcą dla dworu cesarskiego. Z nieznanych przyczyn firma została zlikwidowana w 1869 roku. W 1895 roku Franciszek Czapek zmarł w skrajnej biedzie. Był twórcą książki dotyczącej użytkowania zegarków i niektórych rozwiązań stosowanych w zegarkach opublikowanej w języku polskim. Praca pod tytułem: "Kilka słów o Zegarmistrzowstwie ku użytku zegarmistrzów i publiczności" została wydana w 1850 roku w Lipsku. Jego dzieła można oglądać w muzeach.

### Reaktywacja firmy Czapek & Cie (2011- )
21 października 2011 kilku prywatnych inwestorów (Xavier de Roquemaurel, Harry Guhl i Sébastien Follonier), reaktywowało markę "Czapek & Cie"; Franciszka Czapka przyjęto jako jej patrona.
W listopadzie 2016 firma Czapek & Cie zdobyła nagrodę publiczności na Grand Prix d'Horlogerie de Genève za zegarek Quai des Bergues No. 33bis.

## Galeria

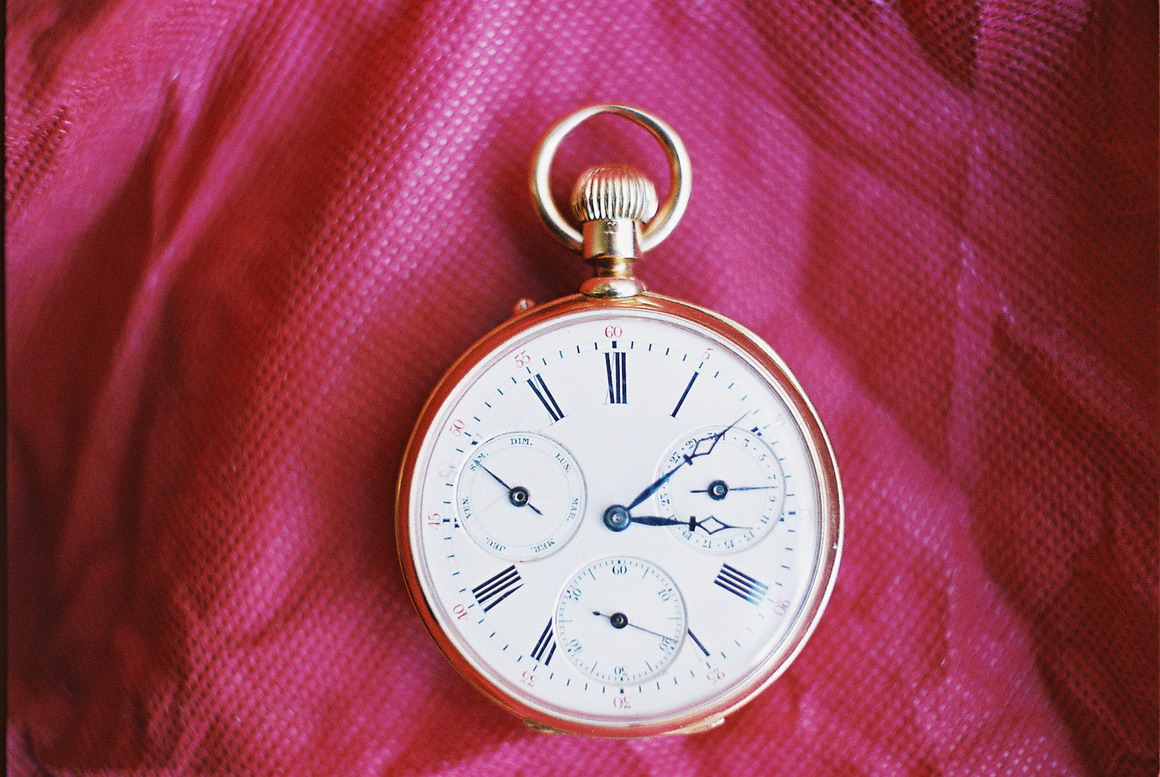
Zegarek Czapek & Cie, 18 karatowe złoto (1876)
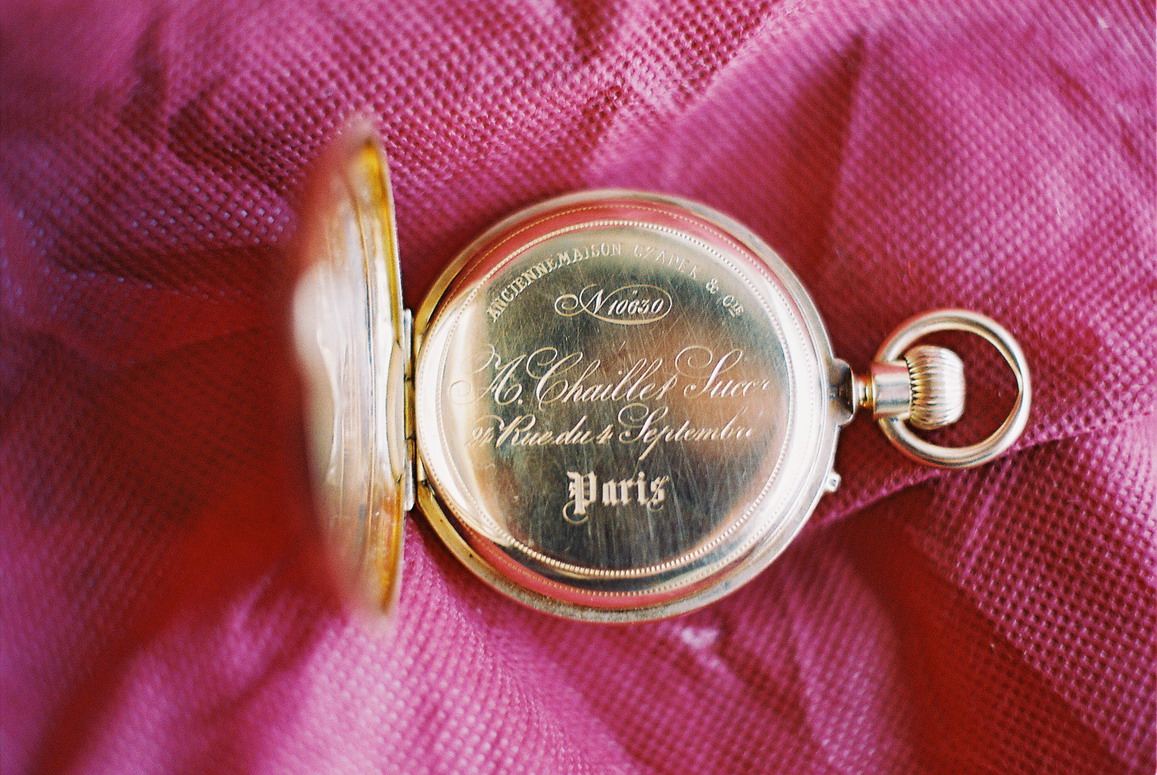
Osłona mechanizmu zegarka z wygrawerowanym imieniem autora, numerem seryjnym i prawdopodobnie, nazwą sklepu dla którego zegarek został wykonany.
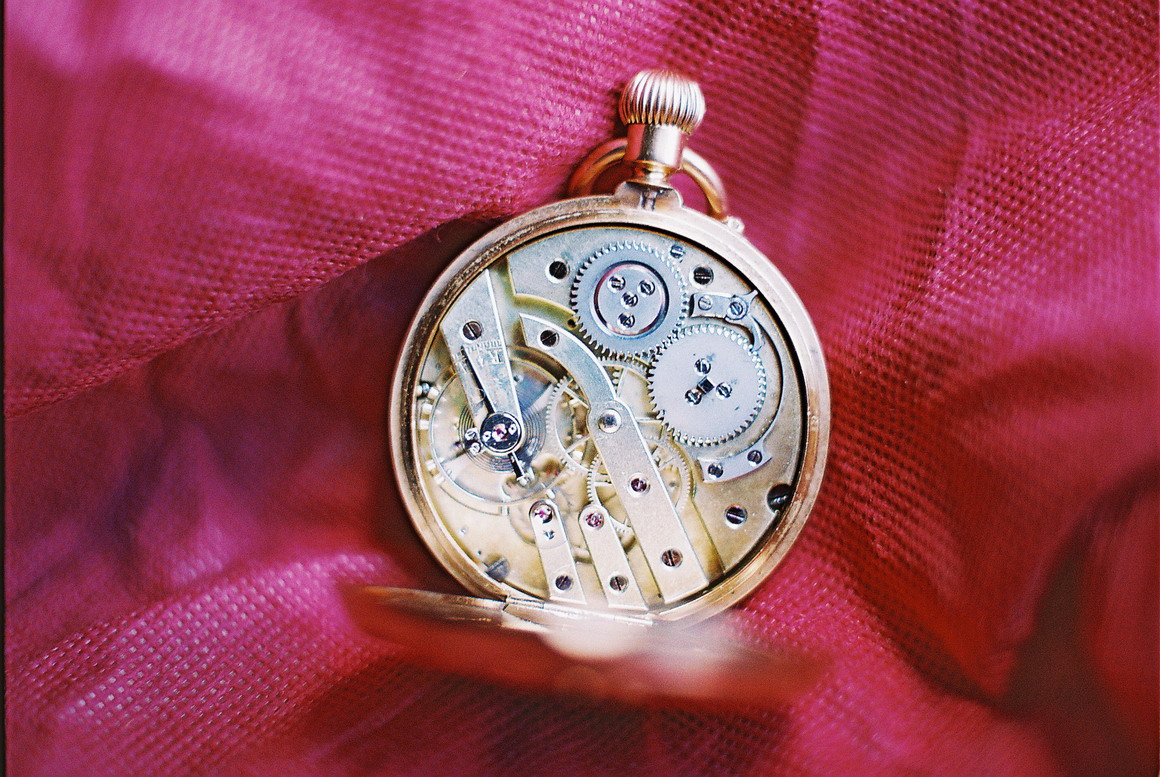
Mechanizm zegarka.
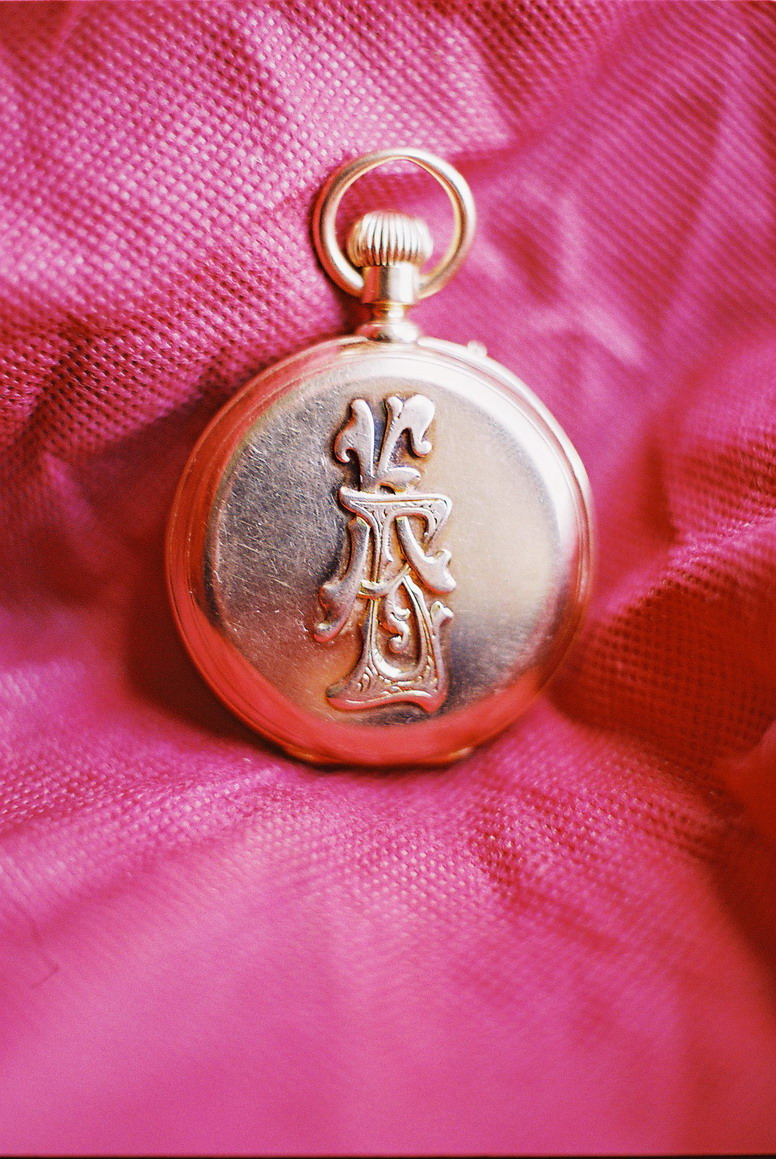
Tył zegarka wraz z insygniami
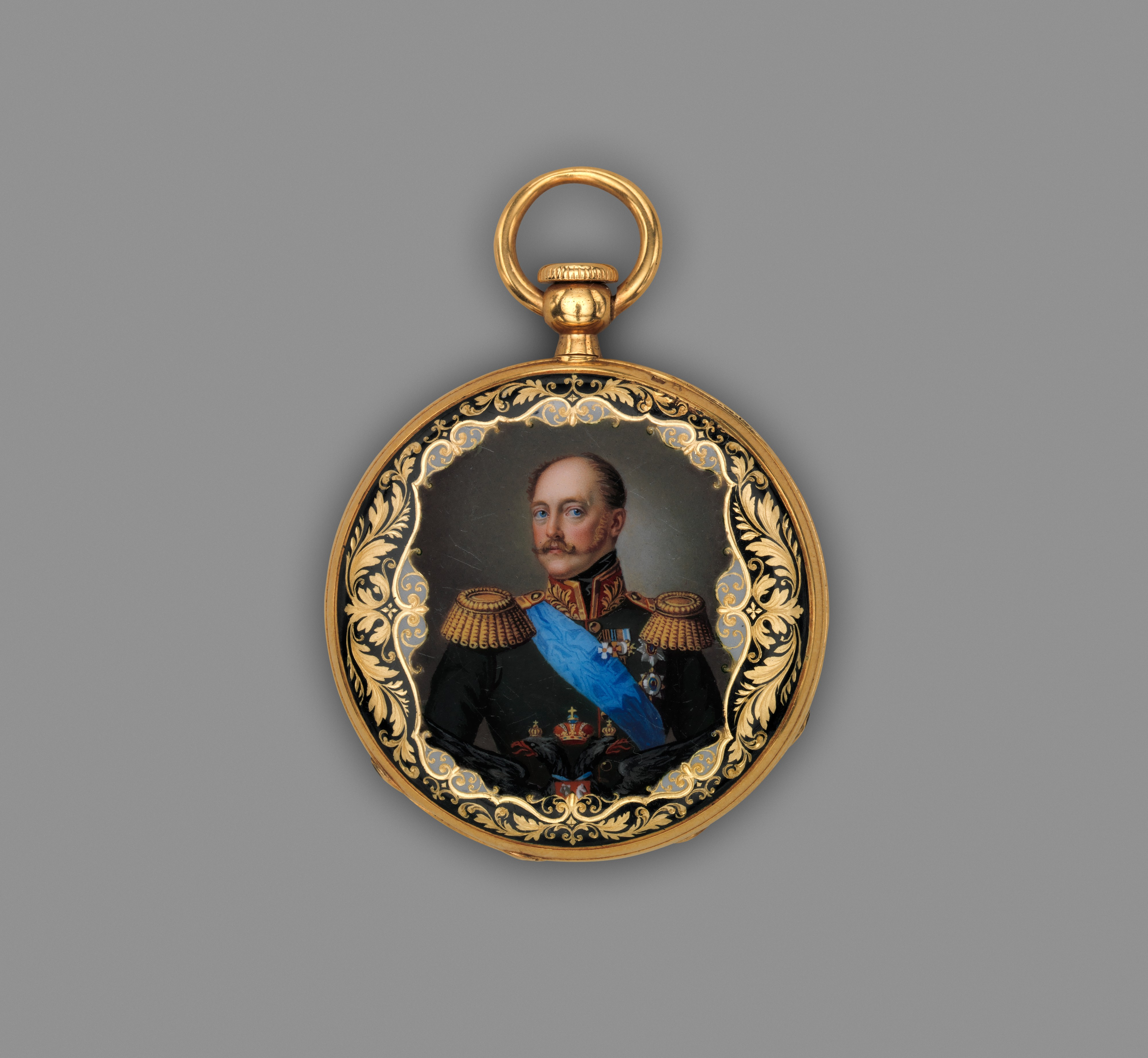
Zegarek Czapek & Cie (1850-55), zbiory Metropolitan Museum of Art
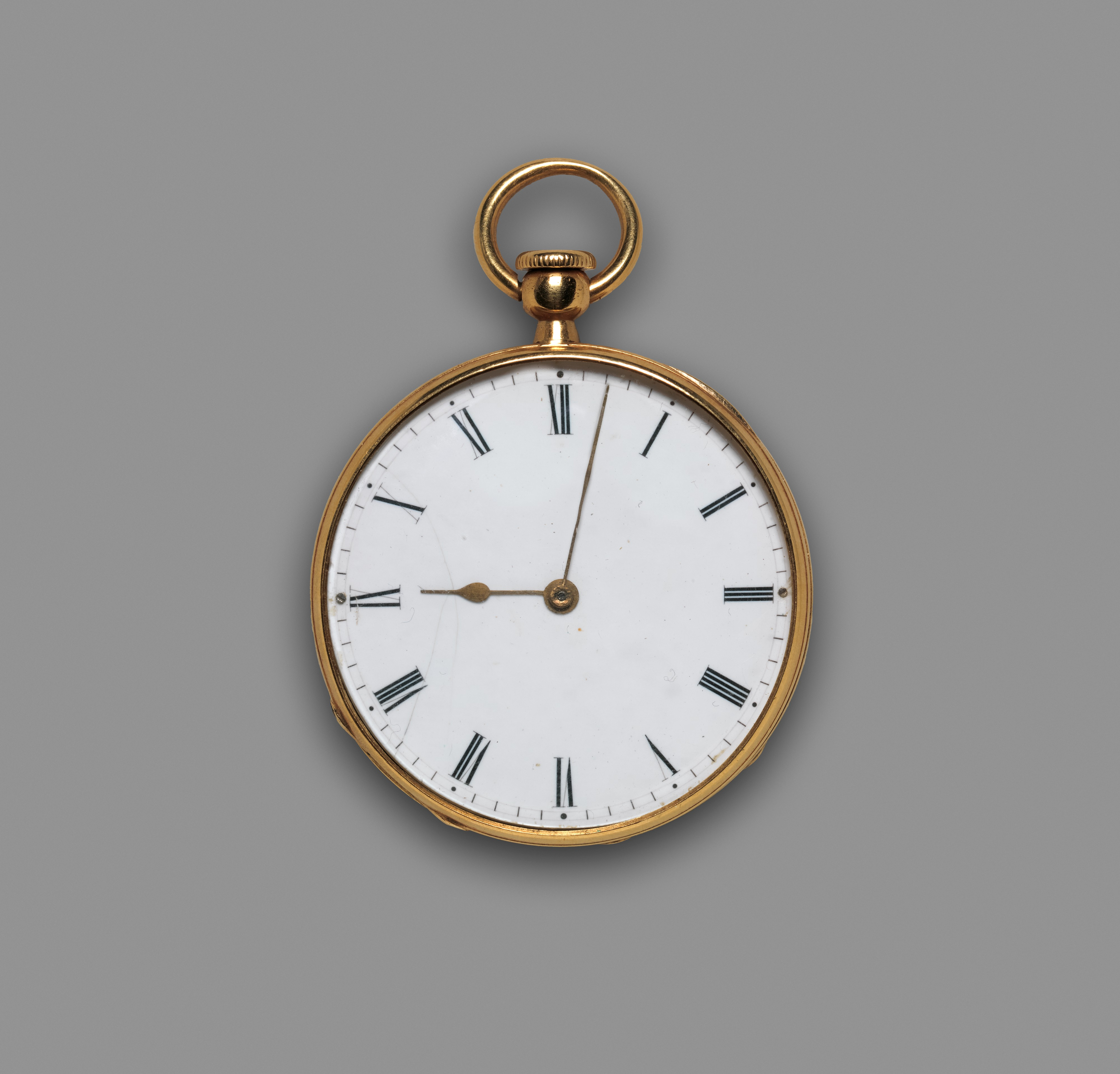
Zegarek Czapek & Cie (1850-55), zbiory Metropolitan Museum of Art